# 紀元前306年
紀元前306年（きげんぜん306ねん）は、ローマ暦の年である。
当時は、「トレムルスとアルウィナが共和政ローマ執政官に就任した年」として知られていた（もしくは、それほど使われてはいないが、ローマ建国紀元448年）。紀年法として西暦（キリスト紀元）がヨーロッパで広く普及した中世初期以降、この年は紀元前306年と表記されるのが一般的となった。

## 他の紀年法
- 干支 : 乙卯
- 日本
  - 皇紀355年
  - 孝安天皇87年
- 中国
  - 周 - 赧王9年
  - 秦 - 昭襄王元年
  - 楚 - 懐王23年
  - 斉 - 宣王14年
  - 燕 - 昭王6年
  - 趙 - 武霊王20年
  - 魏 - 襄王13年
  - 韓 - 襄王6年
- 朝鮮
  - 檀紀2028年
- ベトナム :
- 仏滅紀元 : 239年
- ユダヤ暦 :

## できごと

### キプロス
- プトレマイオス1世の弟のメネラオスは、キプロス島沖のサラミスの海戦でデメトリオス1世に敗れて捕えられた。デメトリオス1世はこの戦いで完勝し、プトレマイオス1世からキプロス島を奪い、エジプトの海軍力を壊滅させた。これにより、デメトリオス1世の父のアンティゴノス1世は、エーゲ海、地中海東部、バビロニアを除く中東全域を支配した。

### シリア
- アンティゴノス1世は自身を小アジア及びシリア東部の王と称し、アンティゴノス朝を開始した。アンティゴノス1世はデメトリオス1世を王として指名し、共同統治を行った。

### シチリア
- シラクサとカルタゴの間で和平の合意が成立した。これにより、シチリアのカルタゴ軍はプラタニ川西岸に制限された。この合意により、シラクサの僭主アガトクレスの支配が強まった。

### エジプト
- アンティゴノス1世は、キプロス島での勝利に続いて、大軍を率いてエジプトを侵攻したが、プトレマイオス1世は前線を守り切った。しかしこの出来事は、プトレマイオス1世にもはや海外を侵攻する力はないことを示した。

### トラキア
- アレクサンドロス3世を描いた4ドラクマ硬貨が、この年から紀元前281年まで、リュシマコスによって発行された。その一部は、現在、ロンドンの大英博物館に収蔵されている。

### 中国
- 秦の昭襄王が向寿に宜陽へと進駐させ、樗里疾と甘茂に魏の皮氏を攻撃するよう命じた。
- 秦の甘茂が韓に武遂を返還するよう昭襄王に勧め、向寿と公孫奭がこれに反対したが、昭襄王は甘茂の意見を採用した。
- 秦の甘茂は向寿や公孫奭らの讒言を受けて不安を抱き、魏の蒲阪を攻撃する計画を取りやめて、亡命した。樗里疾が魏と講和して撤兵すると、甘茂は斉に逃れた。
- 趙の武霊王は中山国を攻撃し、甯葭に達した。さらに西方の胡地を攻略し、楡中に達した。
- 林胡王が趙の武霊王に馬を献上した。
- 趙の武霊王が遠征から帰国すると、楼緩を秦に、仇液を韓に、王賁を楚に、富丁を魏に、趙爵を斉に派遣した。武霊王は代の宰相の趙固が掌握している胡兵を呼び寄せた。
- 楚の懐王が斉や韓と同盟を結んだ。